# Педагошки факултет Универзитета у Новом Саду
Педагошки факултет је високошколска установа у саставу Универзитета у Новом Саду. Налази се у Сомбору, а актуелни декан је Саша Марковић. Дан Факултета је 15. новембар, када је 1778. године основана Српска учитељска школа Препарандија.

## Историјат
Појава грађанског сталежа у Сомбору допринела је да се у овом граду развије, релативно рано, широк систем образовања и разноврстан културни живот. Забележено је да је Сомбор 1717. године добио прву основну школу на српском језику, а само пет година касније и на мађарском. Године 1759. основана је прва школа средњошколског типа, а 1763. године отворена је и »Граматикална школа«. Најзначајнија година за школство у Сомбору била је 1778. у којој је Аврам Мразовић, надзорник српских школа у јужној Угарској, отворио »Норму«, прву школу за образовање учитеља, претечу славне сомборске »Препарандије« — данашњег Педагошгог факултета.
Сентандреја је, после Сомбора, у српској културној историји и просветној повесници град од посебног значаја. У њој је 1812. године учињен следећи корак у модернизовању српских учитеља, када је Урош Стефан Несторовић, филозоф и правник, рођен у Будиму, основао прву српску учитељску школу, чији нам је званичан назив Краљевски педагогијум народа илирског остао у списима тадашње државне администрације. Несторовић је постављен да изврши реформу православних школа у царевини. Већ 1815. школа је продужена на две године да би 1816. била пресељена у Сомбор. Године 1895. бива саграђена зграда Препарандије у којој се одвијала настава све до 1948. године. Потом до 1963. здање бива кориштено каоп вежбаоница учитељске школе.
Зграда у којој се данас налази Педагошки факултет је изграђена 1963. године као „школа са вежбаоницом и домом ученика“. Учитељска школа је постојала све до 1973. када је прерасла у Педагошку академију а 1993. је из Педагошке академије створен Учитељски факултет. Од 1973 до 1993 факултет је носио име Жарка Зрењанина.
Године 2006. долази до измене Статута факултета те услед увођења нових смерова Учитељски факултет постаје Педагошки.
Сомборска учитељска школа, за 230 година свога потојања, дала је свим крајевима српскохрватског језичког подручја хиљаде способних учитеља, а њени професори били су аутори низа уџбеника, од првих буквара до савремених уџбеника педагогике. Из редова свршених ученика ове школе израстао је низ наших великана као што су педагози: др. Паја Радосављевић, Војислав Бакић, Петар Деспотовић; књижевници: Мита Калић, Мита Петровић, Исидора Секулић, Јован Дучић и други; композитори Јосиф Маринковић и Петар Коњовић, сликар Иван Радовић и низ других научних, културних и јавних радника.

## Библиотека
Библиотека Педагошког факултета по старости је трећа школска библиотека у Срба (иза две карловачке школе – Гимназије и Богословије) и основана је, царским декретом, у склопу сомборске Препарандије 1817. године. Сачувани су и најранији пописи библиотечког фонда из 1832. и 1848. године. Данас ова библиотека има богат фонд раритета (старе српске књиге објављене до 1868. године), у којем се налази 521 штампана, као и неколико рукописних књига, на црквенословенском, славеносербском и српском језику. У фонду старе и ретке књиге налази се 1729 књига на српском (штампаних између 1868. и 1920), као и 125 наслова часописа (504 годишта или 4863 свеске). У истом фонду налазе се и 1084 књиге на немачком језику (од којих је најстарија из 1746), 148 књига на мађарском (најстарија из 1779), 118 књига на руском (најстарија из 1730), 61 књига на латинском (најстарија из 1708), 22 књиге на француском (најстарија из 1694, уједно најстарија књига у библиотеци), 10 књига на чешком и словачком (најстарија из 1842), четири књиге на грчком (најстарија из 1765), три на бугарском (најстарија из 1843), две на италијанском (старија је из 1795) и две на румунском језику (старија је из 1818. године). Део најдрагоценијих издања конзервиран је пре неколико година у Библиотеци Матице српске у Новом Саду.

## Студентски дом
Поводом прославе 230 година образовања учитеља Срба и зачетка високог образовања у Војводини, отворен је нови студенски дом. Дом је изграђен средствима покрајинског Фонда за капитална улагања и налази се поред Педагошког факултета. Капацитет дома је 143 студента, има 78 двокреветних соба, мензу, кухињу, библиотеку, сале за хоби и дружење. Свака соба има прикључак за кабловску телевизију а сваки станар посебан прикључак за интернет. Први студенти смештени су у другом семестру школске 2008/2009. године.